# Grupy szwadronów kawalerii Korpusu Ochrony Pogranicza
Grupy szwadronów kawalerii Korpusu Ochrony Pogranicza – struktura szkoleniowa kawalerii Korpusu Ochrony Pogranicza.

## Podział szwadronów na grupy inspekcyjne
W lipcu 1929 roku zreorganizowano kawalerię KOP. Zorganizowano dwie grupy kawalerii. Podział na grupy uwarunkowany był potrzebami szkoleniowymi i zadaniami kawalerii KOP w planie „Wschód”.
Grupy szwadronów kawalerii KOP w 1929:
| północna grupa szwadronów                  | południowa grupa szwadronów                 |
| ------------------------------------------ | ------------------------------------------- |
| 1 szwadron kawalerii KOP „Budsław”         | 3 szwadron kawalerii KOP „Dederkały”        |
| 2 szwadron kawalerii KOP „Iwieniec”        | 4 szwadron kawalerii KOP „Niewirków”        |
| 6 szwadron kawalerii KOP „Łużki”           | 5 szwadron kawalerii KOP „Żurno”            |
| 7 szwadron kawalerii KOP „Podświle”        | 11 szwadron kawalerii KOP „Mizocz”          |
| 8 szwadron kawalerii KOP „Krasne”          | 12 szwadron kawalerii KOP „Hnilice Wielkie” |
| 9 szwadron kawalerii KOP „Stołpce”         | 13 szwadron kawalerii KOP „Czortków”        |
| 10 szwadron kawalerii KOP „Kleck”          | 14 szwadron kawalerii KOP „Zaleszczyki”     |
| 15 szwadron kawalerii KOP „Hancewicze”     | 17 szwadron kawalerii KOP „Rokitno”         |
| 16 szwadron kawalerii KOP „Bystrzyce”      |                                             |
| 18 szwadron kawalerii KOP „Druja”          |                                             |
| 19 szwadron kawalerii KOP „Olkieniki”      |                                             |
| 20 szwadron kawalerii KOP „Nowe Święciany” |                                             |

W 1934(?)1932 roku  dokonano kolejnego podziału szwadronów. Tym razem na trzy grupy inspekcyjne. Grupa północna obejmowała szwadrony kawalerii brygad „Grodno” – nr 19 i „Wilno” – nr 1, 6, 7, 8, 18 i 20; środkową grupę utworzyły szwadrony brygady „Nowogródek” – nr 2, 9 i 10 oraz szwadrony brygady „Polesie” – nr 5, 15, 16 i 17; południową tworzyły szwadrony brygady „Wołyń” – nr 3, 4 i 11 oraz brygady „Podole” – nr 12, 13 i 14.
Grupy szwadronów kawalerii KOP w 1931:
| północna grupa szwadronów                  | środkowa grupa szwadronów              | południowa grupa szwadronów             |
| ------------------------------------------ | -------------------------------------- | --------------------------------------- |
| 19 szwadron kawalerii KOP „Olkieniki”      | 2 szwadron kawalerii KOP „Iwieniec”    | 4 szwadron kawalerii KOP „Niewirków”    |
| 20 szwadron kawalerii KOP „Nowe Święciany” | 9 szwadron kawalerii KOP „Stołpce”     | 11 szwadron kawalerii KOP „Mizocz”      |
| 18 szwadron kawalerii KOP „Druja”          | 10 szwadron kawalerii KOP „Kleck”      | 3 szwadron kawalerii KOP „Dederkały”    |
| 6 szwadron kawalerii KOP „Łużki”           | 15 szwadron kawalerii KOP „Hancewicze” | 12 szwadron kawalerii KOP „Koszlaki”    |
| 7 szwadron kawalerii KOP „Podświle”        | 17 szwadron kawalerii KOP „Rokitno”    | 13 szwadron kawalerii KOP „Czortków”    |
| 1 szwadron kawalerii KOP „Budsław”         | 5 szwadron kawalerii KOP „Żurno”       | 14 szwadron kawalerii KOP „Wasylkowice” |
| 8 szwadron kawalerii KOP „Krasne”          | 16 szwadron kawalerii KOP „Bystrzyce”  |                                         |

## Inspektorzy grup szwadronów kawalerii KOP
W grudniu 1929 utworzono przy inspektorze formacji konnych dwa etaty: inspektora północnej grupy szwadronów z siedzibą w Wilnie i inspektora południowej grupy szwadronów z siedzibą w Łucku.
Inspektorzy grupy szwadronów kawalerii KOP podlegali dowódcy Korpusu Ochrony Pogranicza poprzez zastępcę dowódcy KOP. Byli fachowymi przełożonymi jednostek kawalerii wchodzących w skład ich grupy. Odpowiadali za wyszkolenie jednostek kawalerii podległych dowódcom pułków lub brygad . Ponadto inspektor środkowej grupy szwadronów był jednocześnie fachowym organem sztabu dowództwa KOP we wszystkich sprawach dotyczących kawalerii i wyszkolenia konnego KOP. W czasie dokonywania inspekcji przysługiwało im prawo wydawania bezpośrednich zarządzeń w sprawach wyszkolenia kawaleryjskiego. Posiadali władzę dyscyplinarną dowódcy pułku Wojska .
Do ich obowiązków w zakresie szkolenia należało:
- opracowanie okresowych programów wyszkolenia
- zatwierdzanie miesięcznych programów szkolenia
- kierowanie wyszkoleniem kadry w szwadronach

W 1936 roku inspektor północnej grupy szwadronów funkcjonował przy dowództwie Brygady KOP „Wilno”. W sprawach kancelaryjnych, wspólnie z lekarzem weterynarii północnego rejonu, dysponowali jednym podoficerem . Jego koń znajdował się w szwadronie kawalerii „Nowe Swięciany”. Inspektor środkowej grupy szwadronów funkcjonował przy dowództwie KOP w Warszawie. Posiadał do dyspozycji jednego podoficera-kancelistę. Jego koń znajdował się w szwadronie kawalerii „Bystrzyce”. Inspektor południowej grupy szwadronów funkcjonował przy dowództwie Brygady KOP „Wołyń”. W sprawach kancelaryjnych korzystał z personelu kancelarii sztabu brygady , a jego koń znajdował się w dywizjonie kawalerii „Niewirków”.
Rozkazem dowódcy KOP z 23.2.1937 roku została zapoczątkowana pierwsza faza reorganizacji Korpusu Ochrony Pogranicza „R.3”. Jej wynikiem było między innymi zmiana dotychczasowego m.p. inspektora południowej grupy szwadronów kawalerii KOP z Łucka do Zdołbunowa.